# Cnota

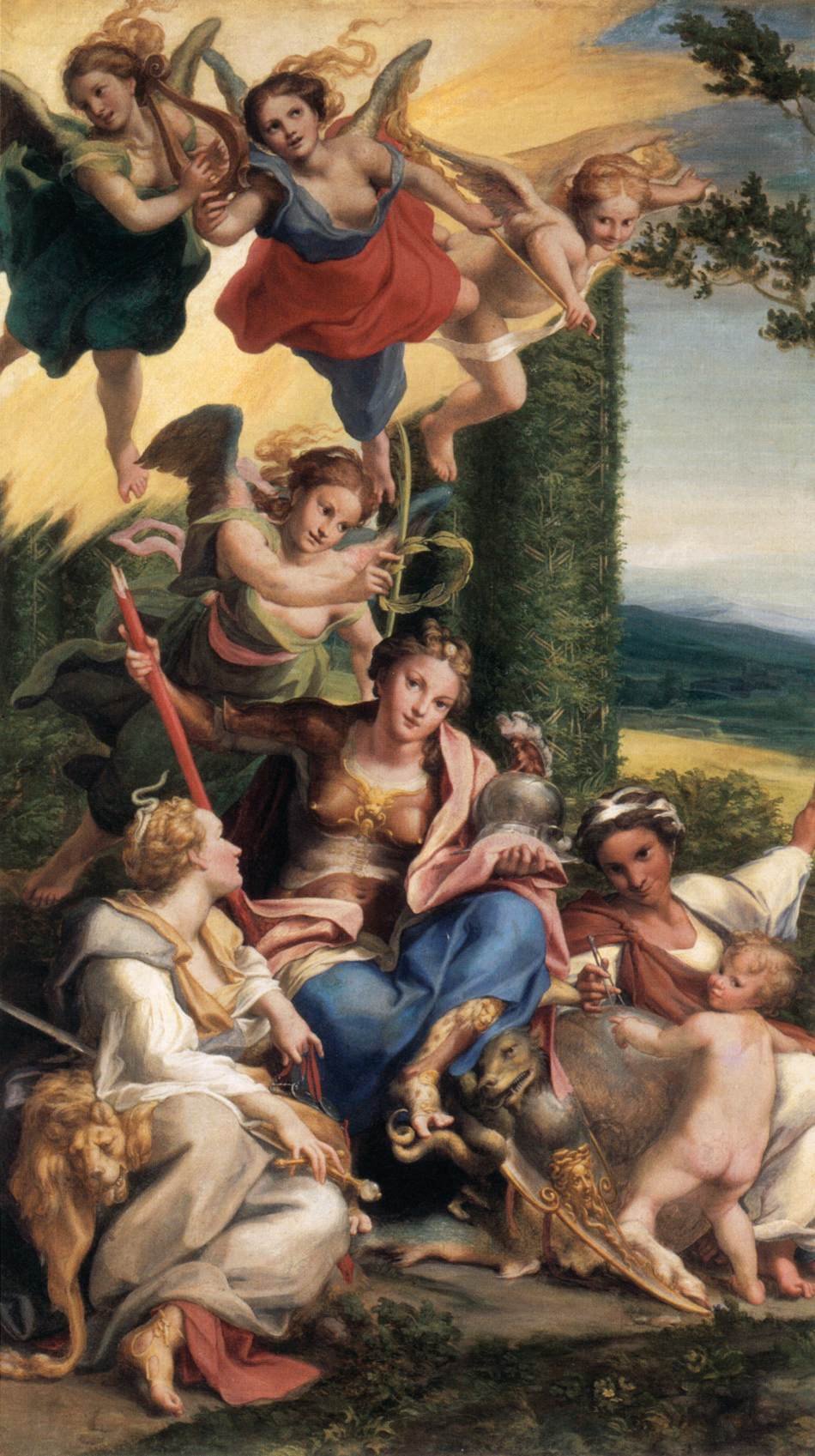
Alegoria cnoty. Cnocie (postać kobiety) towarzyszą liczne atrybuty cnót szczegółowych (wąż, cyrkiel, miecz, uprząż, skóra lwa, tarcza i hełm). Antonio Allegri da Correggio, olej na płótnie (1525)

Cnota (w j. pl. także dzielność, sprawność) (stgr. ἀρετή – areté, łac. virtus) – pozytywna cecha charakteru, stała dyspozycja człowieka ku czynom moralnie dobrym. Jej przeciwieństwem jest wada.
Obok cnót moralnych, w starożytności pojęcie to odnoszono również do doskonałości w realizowaniu przeznaczonych celów (np. cnotą noża jest jego ostrość). W nowożytności znaczenie moralne zaczęło być dominujące. 

## Cnota jako pojęcie podstawowe
Abstrakcyjne pojęcie cnoty nie występuje we wszystkich językach i kulturach. Poszczególne cnoty i wady – jako pewne cechy charakteru przypisywane osobom – należą do podstawowych pojęć moralnych, używanych zarówno w systemach etycznych, moralnym nauczaniu religijnym, jak i w potocznych wypowiedziach na temat moralności. Jest też ważnym motywem w literaturze i sztuce. W niektórych okresach historycznych (np. w brytyjskiej filozofii moralnej XVIII w.) cała moralność traktowana była jako nauka o cnotach i przywarach. Cenienie cnót i unikanie wad (pewnych cech charakteru cenionych lub ganionych) jest też powszechnie stosowane w wychowaniu dzieci.

## Pojęcie

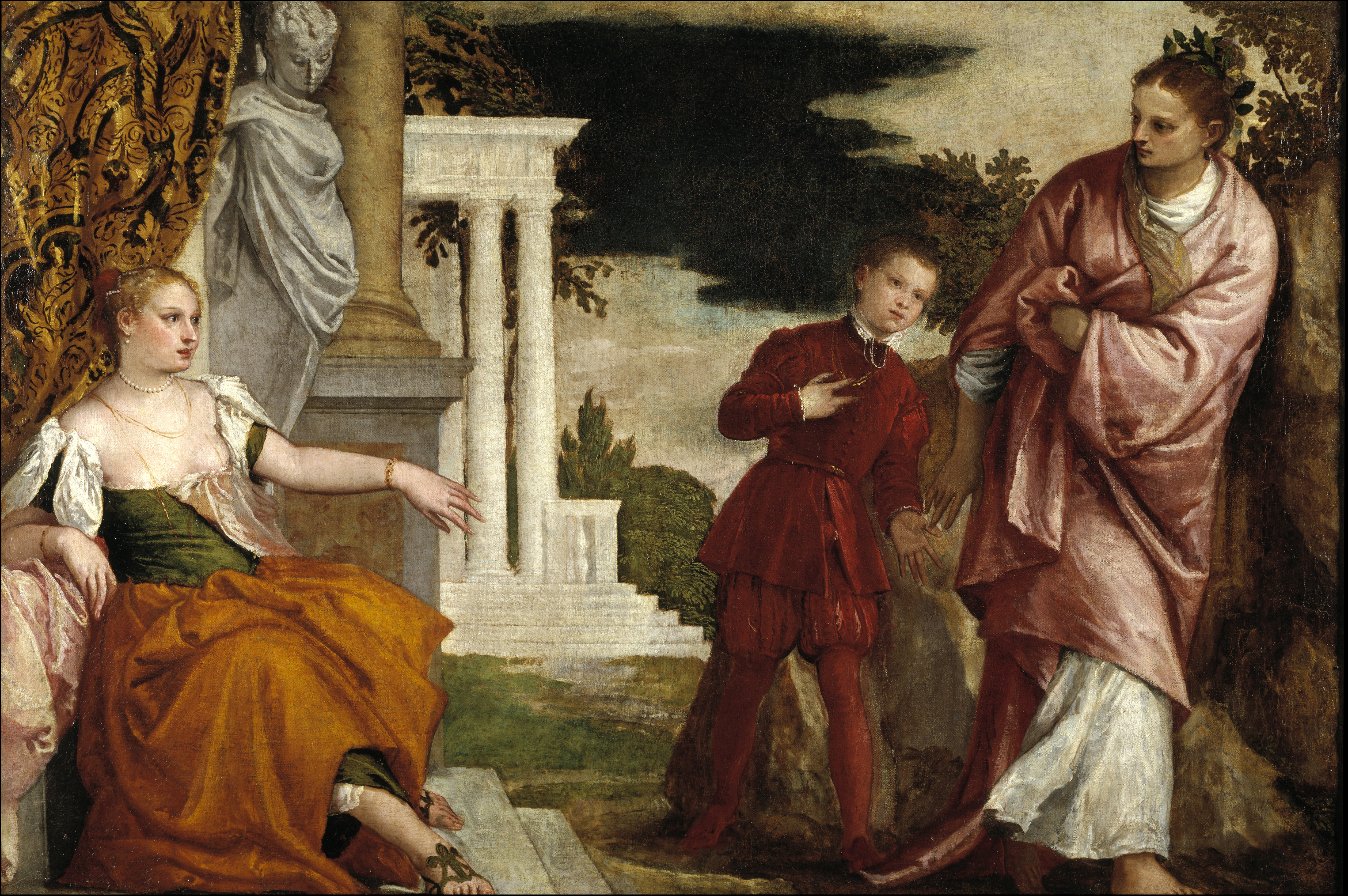
Paolo Veronese. Młodzieniec między cnotą a występkiem (ok. 1581)

Obok pojęcia cnoty, w użyciu są także pojęcia sprawności czy dzielności. Są one często traktowane jak synonimy, choć czasem się je odróżnia (np. cnota to dyspozycja danej osoby, a jej praktykowanie to sprawność). W etyce wyróżnia się niekiedy jej dział zajmujący się cnotami: aretologię.
Cnota to cecha czy dyspozycja jakiejś osoby, mająca pozytywną wartość moralną.
Cnota jest cechą ugruntowaną, a nie powierzchowną czy przypadkową. Uzyskuje się ją poprzez nawyk i powtarzalność zachowań, świadome dokonywanie czynów moralnie dobrych, czy głęboką wewnętrzną przemianę moralną . Dzięki ćwiczeniu w cnocie czy dbaniu o nią, człowiek wzmacnia ją, a dyspozycje do kolejnych działań zgodnych z cnotą stają się silniejsze, naturalne i łatwiejsze do praktykowania. Cnota nie ma jednak charakteru czysto rutynowego czy bezrefleksyjnego, lecz zawsze podlega praktycznemu namysłowi.
Cnoty to cechy czy jakości przynależne osobom. Są związane z działaniami podmiotów: realizują się poprzez działania i są dyspozycjami (skłonnościami) ku określonym działaniom.
Cnoty nie są aksjologicznie obojętne, lecz są cechami moralnie wartościowymi, lub nawet (Nicolai Hartmann) dobrami moralnymi. Są one formą moralnej doskonałości człowieka. Przypisuje im się często wartość autoteliczną (nieinstrumentalną). Są jednak (w zależności od koncepcji) warunkiem dobrego życia, szczęścia czy też najwyższym dobrem.
Większość koncepcji cnót ma charakter elitarystyczny. Cnoty wykraczają poza to, co objęte jest obowiązkiem i stawiają przed jednostkami wyższe niż typowe wymagania. W społeczeństwach hierarchicznych (starożytność, średniowiecze) cnoty przypisane były ludziom w zależności od ich pozycji w strukturze społecznej, stanu czy klasy społecznej. Współczesne koncepcje cnót (np. Max Scheler, Friedrich Nietzsche) odchodziły od takiego ścisłego wiązania cnót z pozycją społeczną, wskazując, że zależą one raczej od dojrzałości, wrażliwości moralnej czy zdolność psychicznych i fizycznych jednostki. Elitaryzm cnót związany jest jednak nie z większymi przywilejami danej osoby, lecz z jej obowiązkami czy wyższymi standardami jakimi podlega („wysoki etos”).

## Wielość cnót
Cnót jest wiele, każda z nich ma określoną treść i łączą je różne relacje. Cnotą określającą, która cnota powinna być zastosowana w danej sytuacji, jest roztropność.
W niektórych koncepcjach (np. Seneki) uznawano ponadto istnienie jednej cnoty, jednoczącej je wszystkie. O ile poszczególne cnoty miały określoną treść, to cnota, na którą się składały, była ich jednością, pełnią i harmonią.

### Katalogi cnót
Katalogi cnót to zbiory cnót, często uszeregowanych hierarchicznie. Układano je od czasów starożytnych. Relacjom pomiędzy cnotami przypisywano często znaczenie symboliczne, metafizyczne czy religijne.
Katalogi cnót odwoływały się do symbolicznego znaczenia poszczególnych liczb: trójki (np. trzy cnoty teologalne), czwórki (cztery cnoty kardynalne) i siódemki (siedem cnót głównych).
Najważniejszym katalogiem cnót było siedem cnót głównych. Katalog ten został ustalony w średniowiecznej filozofii moralnej, z połączenia czterech cnót kardynalnych (roztropności, sprawiedliwości, umiarkowania i męstwa) i trzech teologalnych (wiary, nadziei i miłości). Katalog cnót kardynalnych został ustalony w starożytności przez Platona (a rozwinięty przez stoików i Cycerona). Z kolei katalog cnót teologalnych (teologicznych, boskich) pochodzi z pism Pawła z Tarsu, m.in. z Pierwszego listu do Koryntian.

## Historia koncepcji

### Starożytność

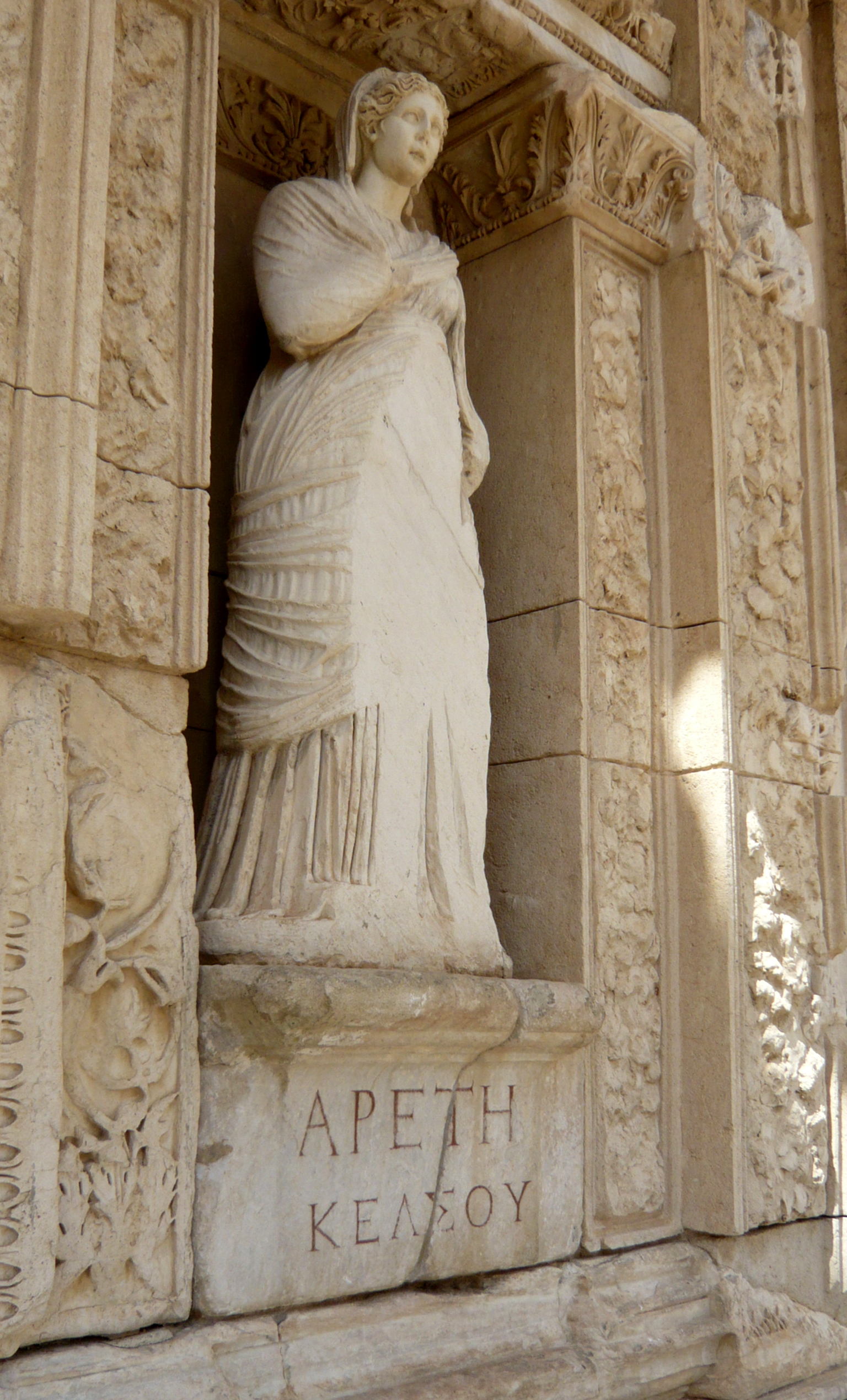
Personifikacja cnoty (gr. ἀρετή) w Bibliotece Celsusa w Efezie

W starożytnej grece areté oznaczała pewną doskonałość, którą przypisywano przedmiotom czy ludziom. W jednym ze znaczeń, wiązała się ona z doskonałym wypełnianiem powinności związanych z rolą społeczną jednostki, wynikającymi z jej urodzenia. Z tego znaczenia wyewoluowała areté jako cnota moralna, będąca centralnym pojęciem etyki starożytnej.
Początkowo areté oznaczała męstwo i bohaterstwo, a także tężyznę i sprawność fizyczną (stąd tłumaczona bywa jako dzielność czy mężność) , co związane było z wojowniczym charakterem społeczeństw w okresie archaicznym. Posiadanie cnoty (bycie agathoi) było utożsamiane z byciem arystokratą.
Wraz z odejściem od kultury arystokratyczno-wojowniczej i rozwojem osiadłego życia miejskiego skoncentrowanego na polis (w okresie klasycznym), areté stało się ogólną zaletą moralną, wychwalaną i analizowaną przez poetów i filozofów. Zaczęto wyróżniać wiele cnót, które opisywano i zestawiano ze sobą. Sofiści rozumieli ją jako pewną praktyczną zdatność do osiągania celów. Za sprawą Sokratesa areté zyskało znaczenie bliskie współczesnej cnocie. Stała się ona zaletą moralną, dostępną każdemu człowiekowi.
W epoce klasycznej pojawił się również problem, na ile cnoty można się nauczyć. Dla Sokratesa, uznającego intelektualizm etyczny, cnota była wiedzą moralną i można ją było nabyć. Późniejsi autorzy, np. Platon i Arystoteles, odeszli jednak od tego poglądu, uznając obok części rozumnej duszy również część nierozumną, a części cnót nie da się nabyć przez naukę, choć można się w nich ćwiczyć.
Platon przedstawił rozbudowaną koncepcję cnót moralnych, łącząc je ze swoją koncepcją idei i życiem politycznym greckiej polis. To on, w IV księdze Państwa, ustalił listę czterech cnót naczelnych (później nazwanych kardynalnymi) (mądrości, męstwa, umiarkowania i sprawiedliwości, które zarazem odpowiadały częściom duszy oraz stanom społecznym.

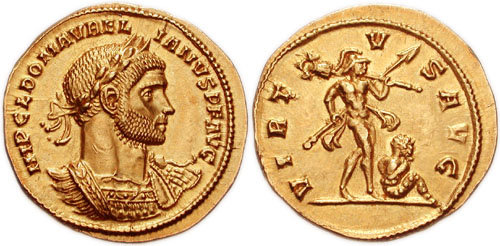
Rzymska cnota virtus na rewersie aureusa cesarza Aureliana (271–272 n.e.)

Szczegółowej analizy i klasyfikacji cnót dokonał Arystoteles. W przeciwieństwie do większości autorów, nie uznawał on cnoty za cechę prostą, która może podlegać maksymalizacji, ale za punkt środkowy, harmonię, pomiędzy dwoma skrajnościami. Cnota nie może więc być maksymalizowana, lecz polega na zachowywaniu umiaru, właściwej miary.
Arystoteles podzielił cnoty na: dianoetyczne (intelektualne), które są skutkiem doświadczenia oraz etyczne (moralne), które są skutkiem przyzwyczajenia .
Rozbudowaną analizę cnót i ich relacji przedstawili stoicy. Greckie koncepcje uległy następnie latynizacji, przede wszystkim dzięki pismom Cycerona i w tej łacińskiej postaci zostały przyjęte w średniowieczu. Popularna (również u średniowiecznych pisarzy chrześcijańskich) była definicja Cycerona, zgodnie z którą cnota to „sprawność duszy zgodna z naturą, miarą i rozumem” .
W etyce rzymskiej ważną rolę pełniła virtus – cnota wyrażająca męskość, odwagę, stanowczość i siłę charakteru.

### Chrześcijaństwo
W języku hebrajskim nie było odpowiednika pojęcia cnoty i chrześcijańskie koncepcje opierały się na recepcji niektórych idei etycznych filozofów starożytnych (przede wszystkim stoickich i platońskich), zlatynizowanych w pismach Cycerona (szczególnie De officiis) . Cnoty stały się jednym z głównych pojęć moralnych chrześcijaństwa, wykorzystywanym m.in. do alegorycznej interpretacji Pisma Świętego .

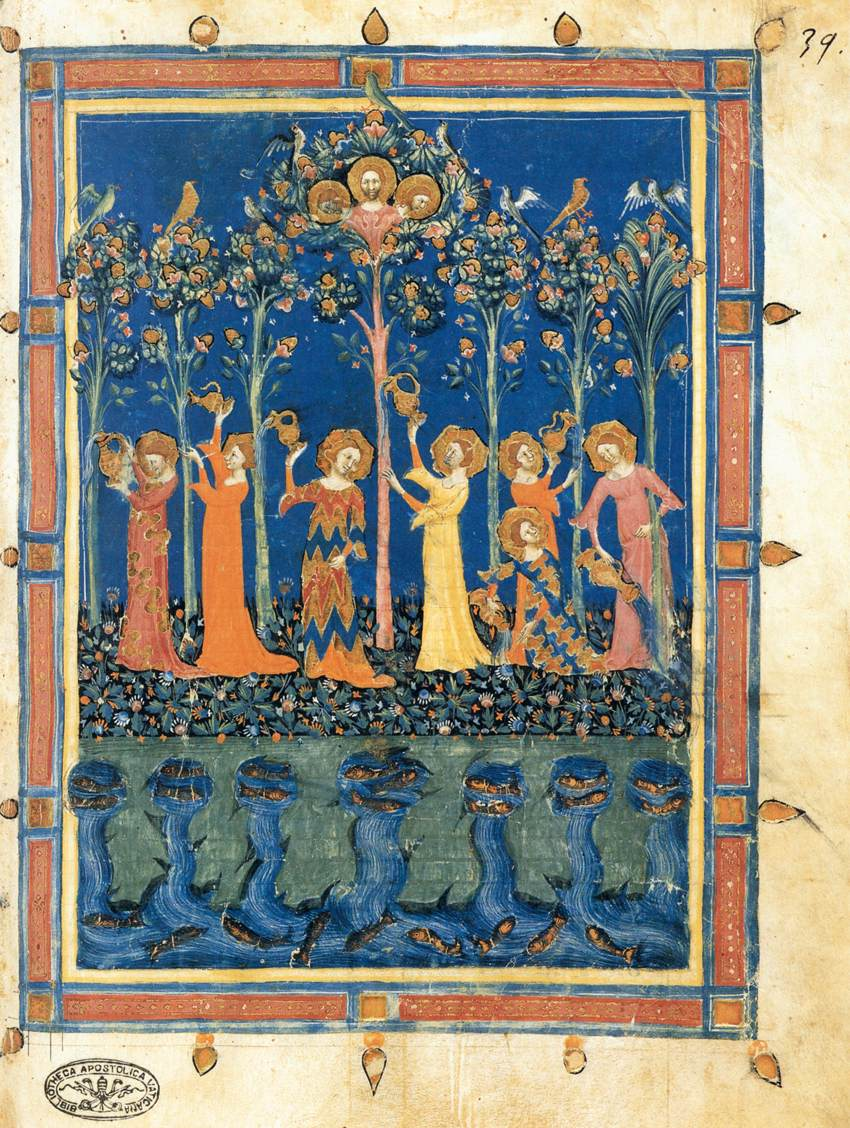
Ogród cnót. Anonimowa iluminacja na pergaminie (pierwsza połowa XIV w.)

Rozwinęła się również teologiczna refleksja nad cnotami, np.  w dziełach Augustyna z Hippony. W dziele O obyczajach Kościoła Katolickiego i obyczajach manichejczyków (387–388) zinterpretował on starożytne cnoty kardynalne jako formy miłości wobec Boga. Wskazał również, że cnoty nie mające związku z Bogiem nie są prawdziwymi cnotami, przez co ustalił nowe, różne od antycznych, podstawy chrześcijańskiej etyki cnót . Zgodnie z tym uznano m.in., że część istotnych cnót nie jest nabywana samodzielnie przez człowieka (cnoty nabyte), lecz została przekazana mu przez Boga (cnoty wlane, virtutes infusae) mocą łaski uświęcającej. Takie były m.in. cnoty teologalne polegające na bezpośrednim zjednoczeniu człowieka z Bogiem .
W późniejszej filozofii scholastycznej wykształciły się dwa nurty chrześcijańskiej refleksji nad cnotami: augustiańska i arystotelejska. Rozwój scholastycznej refleksji nad cnotą znalazł ukoronowanie w Sumie teologicznej Tomasza z Akwinu, a do przedstawionej tam koncepcji cnót odwołuje się także współczesna katolicka filozofia moralna.

### Nowożytność
Filozofia renesansu, sięgająca chętnie do pojęć i koncepcji starożytnych, uczyniła z pojęcia cnoty jedno z centralnych pojęć etycznych. Nowożytny republikanizm (np. Niccolò Machiavelli) oparty był na pojęciu cnoty politycznej (Virtù), która obok znaczenia moralnego, rozumiana była również jako faktyczna zdolność sprawowania władzy. Jednocześnie, cnota była ważnym motywem dzieł literackich, malarstwa i rzeźby. W oświeceniu cnota stała się synonimem moralności.
Z końcem XVIII wieku, pojęcie cnoty zaczęło jednak tracić na znaczeniu. Immanuel Kant starał się zredefiniować to pojęcie w swojej teorii etycznej, jednak jego następcy zaczęli się obywać bez niego. Również rozwijający się utylitaryzm traktował najczęściej cnotę instrumentalnie lub ją marginalizował. W XIX wieku dominujące stały się etyki oparte na pojęciu dobra i na zasadach postępowania.

### Współczesność

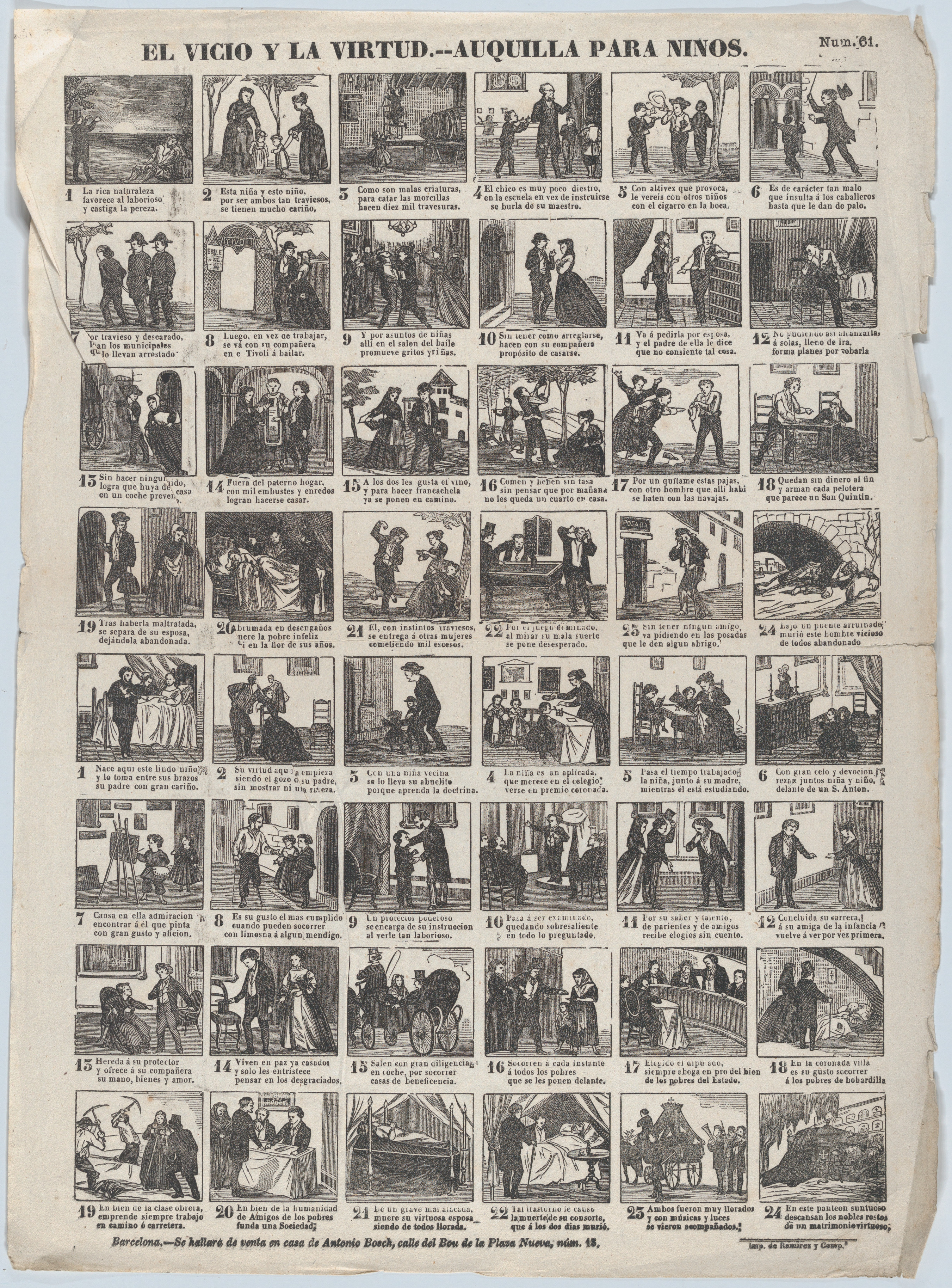
24 sceny z cnotami i wadami. Lekcje dla dzieci (Hiszpański druk pedagogiczny, ok. 1860–1870)

Pojęcie cnoty było rozwijane przez filozofów niemieckich, m.in. Friedricha Nietzschego, Nicolaia Hartmanna czy Maxa Schelera . W kulturze i potocznej świadomości niemieckiej ważną rolę odgrywały cnoty pruskie, czyli zestaw charakterystycznych cech moralnych tworzących pruską (niemiecką) tożsamość.
Dominujący nurt etyki długo marginalizował pojęcie cnoty. W 1930 Charlie Dunbar Broad zaproponował wpływowy podział teorii etycznych na dwie kategorie: teleologiczne (konsekwencjalistyczne) i deontologiczne. W tym podziale, etyka cnót została pominięta .
Ponowne odkrycie i odrodzenie etyki cnót nastąpiło w drugiej połowie XX w. W 1958 Elizabeth Anscombe opublikowała wpływowy artykuł Modern Moral Philosophy, w którym krytycznie oceniła ówczesne teorie etyczne i postulowała powrót do badań nad cnotami . Apel Anscombe został podjęty przez innych autorów, m.in. Alasdaira MacIntyre'a (szczególnie praca Dziedzictwo cnoty, 1981), Philippę Foot, Edmunda Pincoffa, co doprowadziło do powstania współczesnej etyki cnót.

## Współczesna religijna filozofia moralna

### Katolicyzm
Pojęcie cnoty gra ważną rolę w katolickiej teologii i filozofii moralnej. Opiera się ono w głównej mierze na pracach Tomasza z Akwinu, który z kolei opierał się na schrystianizowanych koncepcjach starożytnych (w dużej mierze na Arystotelesie).
Cnota jest trwałą sprawnością moralną osoby, dzięki której przestrzeganie zasad moralnych staje się łatwe. Osoba jest w tym pewna – nawet wobec okoliczności niesprzyjających. Bycie kimś prawym, wiernym dobru moralnemu, sprawia człowiekowi, który posiadł cnoty, wewnętrzną przyjemność.

Cnoty ludzkie są trwałymi postawami, stałymi dyspozycjami, habitualnymi przymiotami umysłu i woli, które regulują nasze czyny, porządkują nasze uczucia i kierują naszym postępowaniem zgodnie z rozumem i wiarą. Zapewniają one łatwość, pewność i radość w prowadzeniu życia moralnie dobrego. Człowiek cnotliwy to ten, który dobrowolnie czyni dobro. Cnoty moralne zdobywa się wysiłkami człowieka.

Katolicka teologia moralna dzieli cnoty na nadprzyrodzone i przyrodzone. Cnoty nadprzyrodzonego pochodzenia są wzbudzane w chrześcijaninie przez łaskę. Są nimi trzy cnoty teologalne. Cnoty naturalnego pochodzenia, to cnoty kardynalne oraz cnoty pochodzące od nich, tradycyjnie zwane ich córkami. Wyróżnia się także zdolności moralne chrześcijanina, które ocenia się jako przekraczające normalną sprawność moralną osoby wierzącej (cnoty heroiczne), a które miały cechować np. świętych i męczenników.

### Świadkowie Jehowy
Według Świadków Jehowy cnota oznacza dobroć wprowadzaną w czyn, doskonałość i czystość moralną oraz prawość czynów i myśli. Wiąże się z pozytywnym działaniem, nie tylko unikaniem grzechu, ale też dążeniem do tego, co dobre (Flp
4:1). Opiera się na miłości do Jehowy Boga, właściwym postępowaniu według norm ustalonych przez Boga i okazywaniu ich w myślach, słowach i czynach. Cnota przyczynia się do okazywania cierpliwości, wyrozumiałości i współczucia oraz budowania wiary.

## Etyka cnót
Etyka cnót (etyka aretaiczna) jest typem teorii etycznych, dla którego centralnym pojęciem jest cnota, lub moralne cechy charakteru. Wraz z etykami deontologicznymi i konsekwencjalistycznymi należy do najważniejszych typów teorii etycznych .
Etycy cnót krytykują inne tradycje etyczne za pomijanie roli podmiotu, nadmierne skupienie się na  regułach postępowania, które są oceniane i uzasadniane w sposób abstrakcyjny. Krytykowali również ich formalizm i nadmiernie racjonalistyczne ujęcie podmiotu .
Obok problemów typowych dla wszystkich teorii etycznych (rozwiązywanie problemów moralnych), etyka cnót ma swoje problemy specyficzne :
– Czym jest cnota?
– Jakiego rodzaju cnoty istnieją?
– W jaki sposób można uzasadniać cnoty?
– Czy istnieje hierarchia między cnotami? Czy istnieje cnota najwyższa?
– Jak rozstrzygać konflikty między cnotami?

## Ikonografia

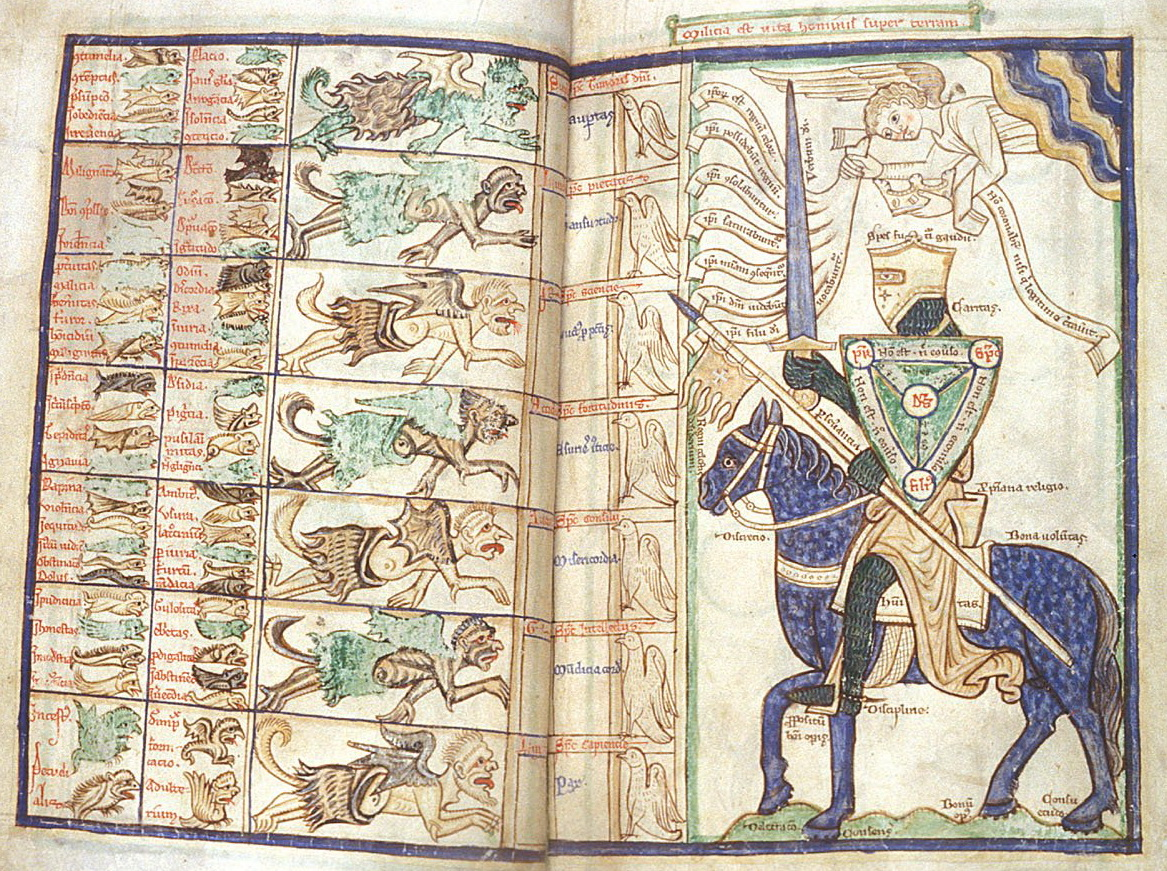
W walce z siedmioma grzechami głównymi chrześcijańskiego rycerza wspomagają cnoty główne (pod postacią gołębi); iluminacja do traktatu Williama Peraldusa Summa Vitiorum (ok. 1255–1265)

Cnoty były częstym tematem i motywem w sztukach pięknych. Ich ikonografia i symbolika przedstawień rozwijały się od starożytności. Cnoty były personifikowane i przedstawiane alegorycznie. Cnoty najczęściej przedstawiano jako kobiety (choć przedstawienie ich jako postaci męskich lub grupy mężczyzn i kobiet nie było rzadkością).
W starożytności powstało kilka schematów ikonograficznych, w których występowały personifikacje cnót, np. poeta ze swą muzą czy władca w towarzystwie cnót politycznych.
Wśród pierwszych chrześcijan (katakumby San Gennaro) cnoty przedstawiano jako kobiety w bieli przeciwstawiane wadom (kobietom w czerni). Ponieważ nie miały wyróżniających atrybutów, nie miały charakteru indywidualnego. Nabrały go dopiero w średniowieczu. Od średniowiecza poszczególnym cnotom przypisywane były charakterystyczne dla nich atrybuty.
W średniowieczu rozwinęła się również ikonografia grup cnót: czterech cnót kardynalnych, czy siedmiu cnót głównych (np. w postaci drzewa cnót, arbor virtutum).  Kwitnące drzewo cnót bywało również przeciwstawiane uschniętemu drzewu wad (grzechów)

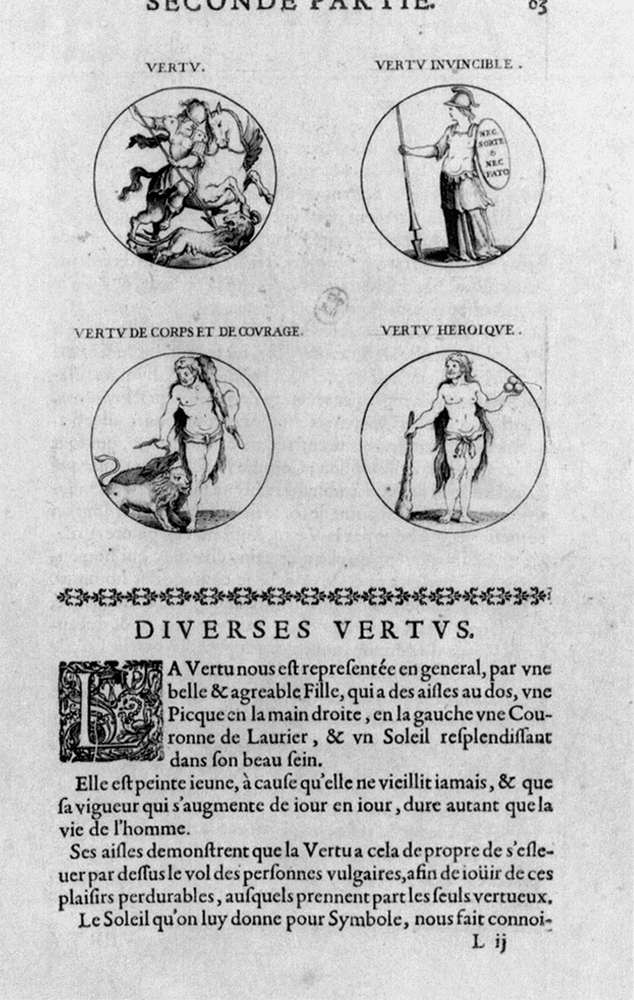
Strona z Iconologii Cesarego Ripy (wyd. 1644) opisująca alegoryczne przedstawienia cnoty

W XI–XII w. przedstawienia cnót stały się bogatsze. Do prostego zestawu atrybutów (książka, tarcza, miecz, waga, uzda) zaczęto dodawać kolejne, np. zwierzęta symboliczne. W początkowym okresie cnoty ujeżdżają lub depczą zwierzęta (które symbolizują wady lub popędy). Od XV w. zaczęły pojawiać się również zwierzęta symbolizujące same cnoty. W XII w. przedstawienia cnót zaczęto umieszczać na różnych przedmiotach związanych z religijnością: przenośnych ołtarzach, relikwiarzach, tabernakulach.
Od XIII w. powrócił późnostarożytny topos psychomachii, gdzie poszczególne cnoty tryumfują nad odpowiadającymi im wadami czy grzechami. Od XIV w. przedstawienia cnót zaczęły się pojawiać również w sztuce sepulkralnej.
W XIV–XV w. we włoskich miastach artyści zaczęli nawiązywać do starożytnego znaczenia cnót, a przedstawienia i znaczenie cnót uległy częściowej sekularyzacji. Odchodzono od jednoznacznego kojarzenia ich z chrześcijaństwem i zaczęto podkreślać ich polityczne znaczenie. Z cnotami zaczęto łączyć typowe postacie historyczne i biblijne, a także bóstwa z mitologii greckiej i rzymskiej.
W XVI w. przedstawienia cnót były już mocno świeckie i powiązane z życiem świeckim. Duży udział w rozwoju nowożytnej ikonografii miał rozwój gatunku emblematu oraz dopisywanie symboliki do przedstawień heraldycznych. Upowszechnienie symboliki cnót nastąpiło dzięki rozwojowi druku i rycinom. Bardzo popularna Iconologia Cesarego Ripy (1593) była ważnym źródłem symbolicznych znaczeń dla artystów baroku.
Od XVIII w. alegorie cnót w sztuce stają się coraz mniej popularne.

## Krytyka
Cnota jako podstawowe pojęcie etyczne, jest krytykowana przez zwolenników niearetaicznych koncepcji etycznych, a także przez badaczy spoza filozofii. Etyki oparte na cnotach zakładają, że to cnoty mają leżeć u podstaw działań ludzkich, dlatego też ich pielęgnowanie jest podstawą właściwego działania. Takie traktowanie działań spotkało się z krytyką ze strony zwolenników sytuacjonizmu w etyce, którzy wychodząc od twierdzeń psychologii i neuronauk wskazywali, że działanie ludzkie wyznaczane jest przez kontekst sytuacyjny, a takie coś jak uprzednie ludzkie dyspozycje (czy cnoty) nie ma silnych naukowych podstaw.
Wiele z etyk aretaicznych (w szczególności etyki starożytne czy religijne) ma charakter esencjalistyczny, traktując pewną listę cnót oraz dobre życie do którego prowadzą, jako jasno zdefiniowane, niezmienne i uniwersalne. Od starożytności formułowano listy i katalogi cnót, próbowano je definiować czy ustalać ich wzajemne relacje. Esencjalizm ten był przedmiotem współczesnej krytyki filozoficznej i doprowadził do prób sformułowania odmiennych koncepcji cnót (np. funkcjonalnych), nie związanych jednoznacznie z jedną, jasno zdefiniowaną koncepcją dobrego życia.
Bertrand Russell w książce Szkice sceptyczne, w rozdziale Szkodliwość cnotliwych ludzi wyraża powątpiewanie, że ludzie określani „cnotliwymi”, kierujący się cnotą, czynią przeciętnie więcej dobrego niż ci niekierujący się cnotą, „występni”. Według niego człowiek idealnie cnotliwy trzyma się w każdej sprawie ogólnie przyjętych poglądów, uważa za swój obowiązek karcenie nieprawomyślności i grzechu oraz stoi na stanowisku, że władze powinny chronić obywateli przed poglądami kwestionującymi ustalony porządek. Wielkie postacie jak Galileusz, Darwin czy Spinoza byli uważani za ludzi zepsutych, „występnych” i musiał upłynąć pewien czas zanim zostali zrehabilitowani. Upraszczając, można stwierdzić, że w tym kontekście „cnotliwy jest ten, którego działalność i poglądy podobają się dzierżycielom władzy”. Kryteria cnoty uznane przez społeczeństwo wcale nie są obliczone na to, by czynić świat szczęśliwym. Można nie robić nic dobrego dla innych i mimo to być uznanym za „cnotliwego”, ponieważ w praktyce społecznej cnotę postrzega się raczej jako dyspozycję do powstrzymywania się od czynów uznawanych za grzeszne niż jako skłonność do czynienia dobra.

## Etyka chińska

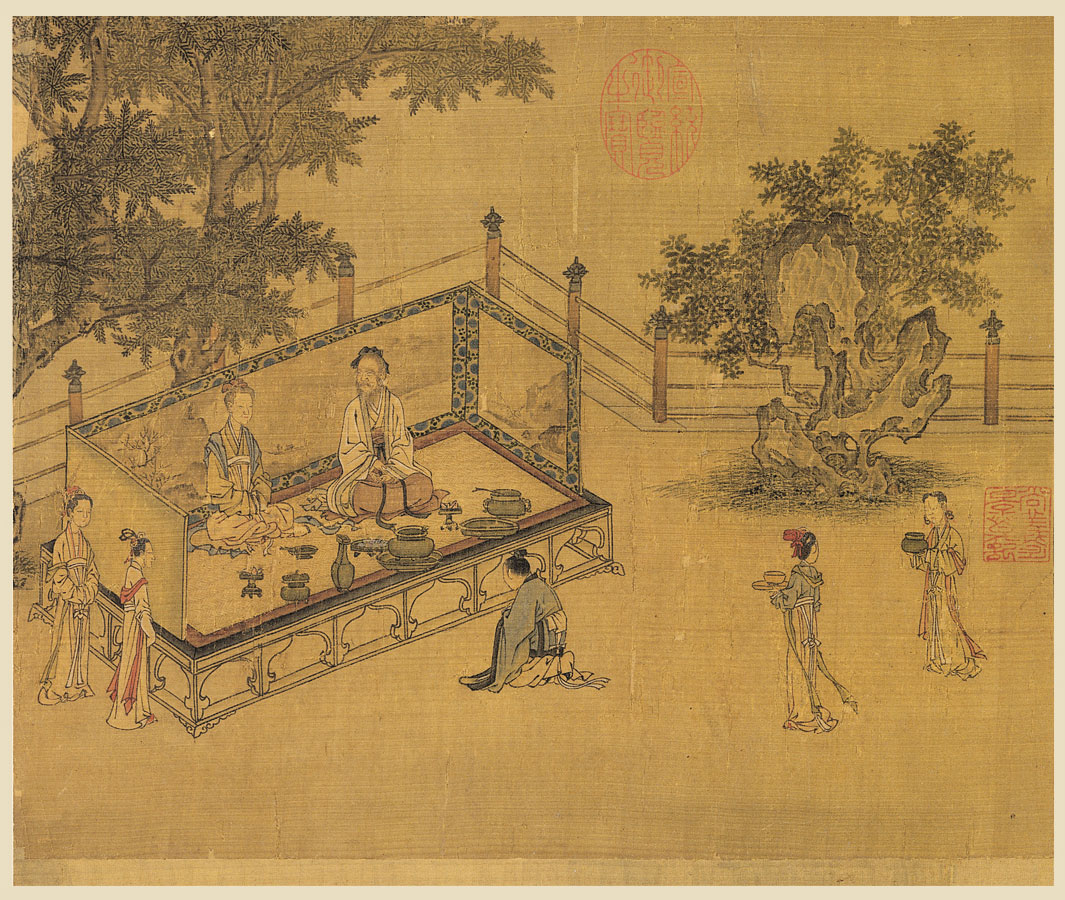
Nabożność córki, jedna z najważniejszych cnót w etyce konfucjańskiej

Pojęcie cnoty (de) pełni ważną rolę w filozofii chińskiej, zwłaszcza w konfucjanizmie i taoizmie. Etyka Konfucjusza oparta była na właściwym wykonywaniu ról, wpisanych w porządek społeczny i naturalny. Filozofowie chińscy poświęcili wiele uwagi opisowi i charakterystyce cnót.